# Intermédiaire
Pour le super-vilain, voir Intermédiaire (comics).
Les intermédiaires mettent en contact une personne avec une autre ou plusieurs personnes, en vue de contrats entre ces personnes.

## Développement
Les intermédiaires se trouvent soit dans les contrats publics, souvent internationaux. Soit dans le commerce domestique, pour du négoce et des contrats courants (alimentation, services, crédit, assurance). Les grossistes sont des intermédiaires.
C'est dans le domaine économique que les intermédiaires ont pris une importance considérable, en particulier dans le domaine des marchés à l'exportation où ils apportent leur connaissance du pays et leurs relations parmi les grands décideurs. 
Du fait de l'importance des enjeux financiers, en particulier dans le cas de certains marchés publics internationaux tels que les marchés d'armement, les intermédiaires et les commissions qu'ils perçoivent en font des agents de la corruption internationale, parfois à grande échelle.
Dans le commerce courant domestique, les intermédiaires sont des professionnels réglementés et contrôlés, qui contribuent de manière essentielle aux échanges et au commerce.

## Aspects juridiques
Très employé, le terme d'« intermédiaire » est juridiquement flou, pour les contrats publics internationaux. Les définitions juridiques qui s'y rattachent sont celles d'agent commercial ou encore d'intermédiaire de commerce. Les grands contrats internationaux, utilisent le vocable d'agent à l'exportation.
Au contraire , les intermédiaires bancaires (dont font partie les courtiers en crédit) ainsi que les intermédiaires d'assurance (dont font partie les courtiers et les agents d'assurance) connaissent des définitions et des régimes juridiques précis.

## Intégrité publique
Dans plusieurs affaires politico-financières, le rôle crucial des intermédiaires dans les contrats publics est apparu dans le versement de commissions occultes ou de rétrocommissions.

## Quelques intermédiaires notables en contrats internationaux
- Nadhmi Auchi (GenMed)
- André Guelfi
- Rafiq Hariri (ancien Premier ministre du Liban)
- Adnan Kashoggi
- Étienne Leandri (affaire de la Sofremi, affaire du siège de GEC-Alsthom Transport)
- Samir Traboulsi (affaire Elf)
- Akram Ojjeh
- Ziad Takieddine